# Deuxième bataille de l'Isonzo
Première Guerre mondiale
Batailles
- Première bataille
- Deuxième bataille
- Troisième bataille
- Quatrième bataille
- Cinquième bataille
- Sixième bataille
- Septième bataille
- Huitième bataille
- Neuvième bataille
- Dixième bataille
- Onzième bataille
- Douzième bataille

La deuxième bataille de l'Isonzo est une opération militaire de la Première Guerre mondiale, qui a eu lieu du 18 juillet au 3 août en Italie.

## Déroulement de la bataille

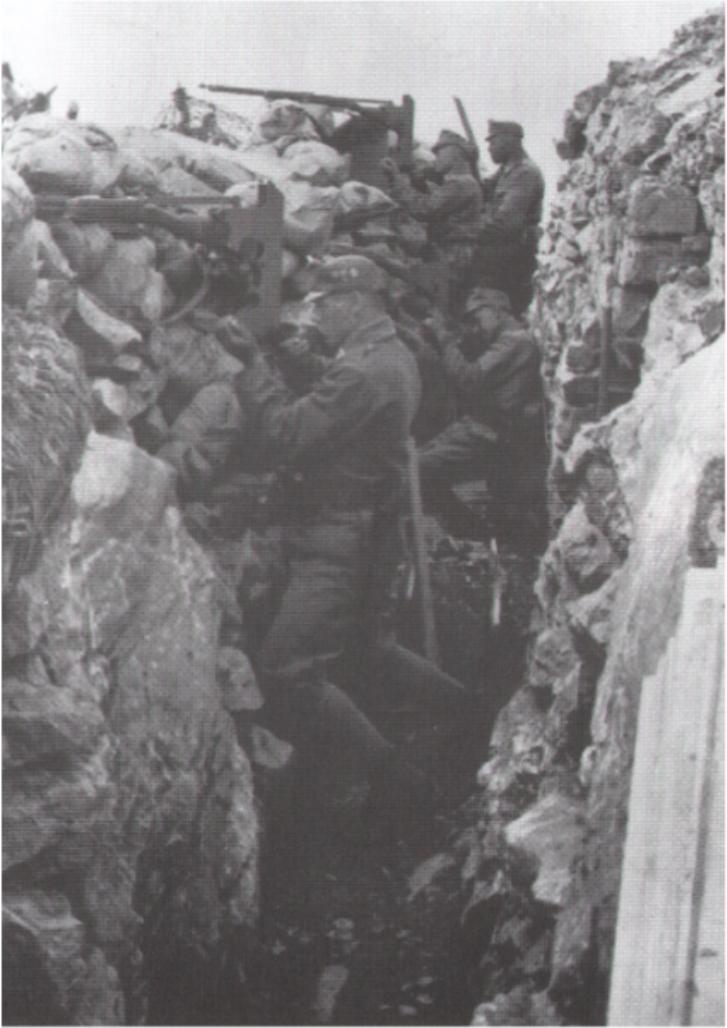
tranchée austro-hongroise

Les Italiens et les Austro-Hongrois s'affrontent lors de la deuxième bataille sur les rives de l'Isonzo. Le commandant en chef de l'armée italienne, le général Luigi Cadorna, a envoyé de l’artillerie supplémentaire sur le front dans l'espoir de réaliser une percée décisive sur Trieste. De leur côté, les Austro-Hongrois, en infériorité numérique, ont renforcé leurs positions avec seulement deux divisions supplémentaires, mais qui s'avèrent suffisantes.
La bataille débute par un tir de barrage plus bref et plus nourri des Italiens qui ne dure cependant que 2 jours, et leur IIe et IIIe armées réalisent une avance initiale, qui fait 4 000 prisonniers austro-hongrois, le 22 juillet. La pénurie d'obus et d'artillerie lourde freine leur progression face au système de tranchées ennemies, restées intactes et protégées par des barbelés. La bataille prend fin le 3 du mois suivant.